# Moisés Arias

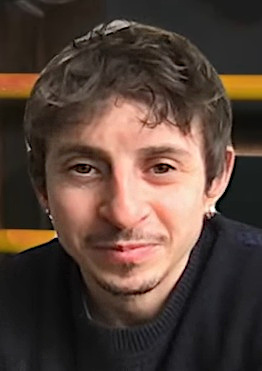
Moisés Arias im Jahr 2024

Moisés Arias (* 18. April 1994 in New York City, New York) ist ein US-amerikanischer Schauspieler und Fotograf.

## Leben
Seine Eltern stammen aus Kolumbien. Moisés hat einen jüngeren Bruder namens Mateo Arias, der Schauspieler und Musikproduzent ist.
Arias begann mit Gastauftritten in US-amerikanischen Fernsehserien wie Alle hassen Chris und wechselte anschließend zum US-amerikanischen Disney Channel. Außerdem trat er in verschiedenen Musikvideos von Bands wie Pearl Jam, Jonas Brothers und Alice in Chains auf. Seine erste Filmrolle übernahm er 2006 in Nacho Libre. Im selben Jahr erhielt er auch die Rolle des Rico in der Serie Hannah Montana.
Seit 2013 betätigt sich Moisés Arias auch als künstlerischer Fotograf und Filmproduzent. Er produziert unter anderem Musik- und Werbevideos für seine Freunde aus der MSFTS-Bewegung und präsentiert seine Arbeiten auf seiner eigenen Website.
Im August 2014 begannen die Dreharbeiten für den Thriller The Stanford Prison Experiment, bei dem Kyle Patrick Alvarez Regie führte. Moisés spielt darin Anthony Caroll, einen der Wächter. Der Film debütierte am 26. Januar 2015 beim Sundance Film Festival und wurde am 17. Juli 2015 offiziell veröffentlicht.

## Filmografie (Auswahl)

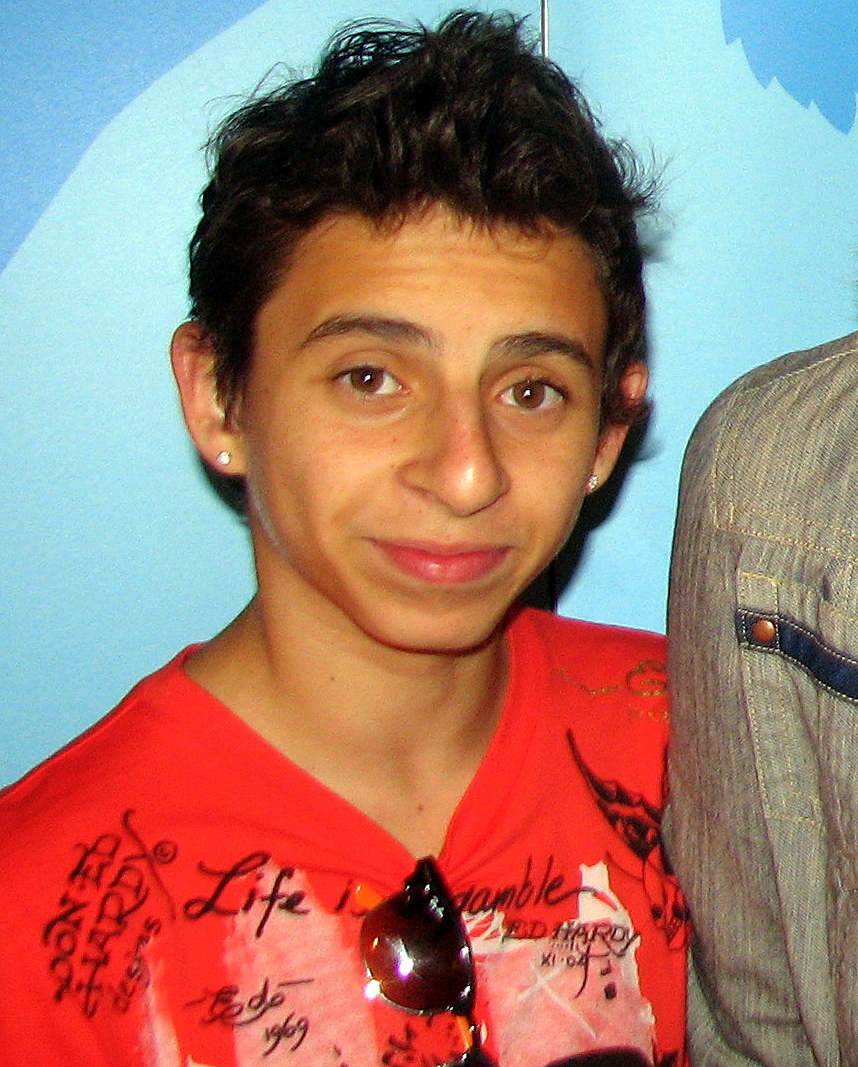
Moisés Arias (2010)

- 2005: Alle hassen Chris (Everybody Hates Chris, Fernsehserie)
- 2006: Hotel Zack & Cody (The Suite Life of Zack & Cody, Fernsehserie)
- 2006: Nacho Libre
- 2006–2010: Hannah Montana (Fernsehserie)
- 2006–2008: Disney Channel Games
- 2008: Beethovens großer Durchbruch (Beethoven’s Big Break)
- 2009: The Perfect Game
- 2009: Hannah Montana – Der Film (Hannah Montana: The Movie, Fernsehfilm)
- 2009: Die Entführung meines Vaters (Dadnapped, Fernsehfilm)
- 2009: Die Zauberer vom Waverly Place (Wizards of Waverly Place, Fernsehserie, 3 Folgen)
- 2009: Phineas und Ferb (Phineas and Ferb, Fernsehserie)
- 2009: Die Zauberer an Bord mit Hannah Montana (Wizards on Deck with Hannah Montana, Fernsehfilm)
- 2009: Astro Boy – Der Film (Astro Boy)
- 2012: Noobz – Game Over (Noobz)
- 2012–2013: The Middle (Fernsehserie, 5 Folgen)
- 2013: Kings of Summer (The Kings of Summer)
- 2013: Ich – Einfach unverbesserlich 2 (Despicable Me 2, Stimme)
- 2013: Ender’s Game – Das große Spiel (Ender’s Game)
- 2015: The Stanford Prison Experiment
- 2016: Ben Hur (Ben-Hur)
- 2017: Jean-Claude Van Johnson (Fernsehserie)
- 2017: Pitch Perfect 3
- 2019: Monos – Zwischen Himmel und Hölle (Monos)
- 2019: Drei Schritte zu Dir (Five Feet Apart)
- 2019: The Wall of Mexico
- 2019: The Good Doctor (Fernsehserie, Folge 3x11)
- 2020: Blast Beat
- 2020: The King of Staten Island
- 2022: Samaritan
- 2023: Divinity
- 2024: Fallout (Fernsehserie)

## Synchronstimme
In deutschen Synchronisationen leiht ihm Tobias John von Freyend seine Stimme.